# FreeNAS
FreeNAS — свободная операционная система для сетевого хранилища (англ. Network-Attached Storage). FreeNAS основан на ОС FreeBSD с использованием Samba и PHP, поддерживает программный RAID; к нему можно получить доступ по протоколам CIFS (SMB), Apple Mac AFP, FTP, SSH, iSCSI и NFS. Образ ISO дистрибутива имеет размер около 602 Mb и позволяет как разворачивать, так и работать с системой прямо с CD с возможностью инсталлировать её на жёсткий диск. Аутентификация осуществляется на основе локальной базы пользователей. Указывается возможность аутентифицироваться на основе внешнего LDAP-каталога, например, Microsoft Active Directory. FreeNAS-сервер может быть включён в домен Microsoft Active Directory. Но, как указывает автор, пока нет возможности предоставлять доступ к папкам сервера на основе учётных записей пользователей Microsoft AD (Active Directory). Можно выполнить подключение FreeNAS-сервера к домену Microsoft AD от имени доменной учётной записи и потом под этой же учётной записью работать с сервером по протоколу CIFS.

## История
Проект FreeNAS был создан в октябре 2005 года Оливье Кочардом-Лаббе, который основал его на базе встроенного брандмауэра m0n0wall, и на FreeBSD 6.0. Волкер Теил присоединился к проекту в июле 2006 года, и стал руководителем проекта в апреле 2008 года. В сентябре 2009 года команда разработчиков пришла к выводу, что проект, создавая выпуск 7.0, должен был полностью переписать FreeNAS, чтобы приспособить современные функции, такие как архитектуру с плагинами. Волкер Теил решил, что FreeNAS лучше должен базироваться на Debian, и переместил его усилия по разработке FreeNAS на промежуточный проект CoreNAS, и, в конечном счёте, OpenMediaVault, продолжает бывшую работу проекта. Кочард-Лаббе ответил на возражения сообщества на «версию FreeNAS на базе Debian», и возобновил активность в проекте, и наблюдал за переходом пользователей на FreeNAS от iXSystems.
Разработчики Дайсуке Аояма и Майкл Зоон продолжали разрабатывать FreeNAS 7 в качестве проекта NAS4Free. Между тем, iXsystems создали для FreeNAS новую архитектуру, основанную на FreeBSD 8.1, выпустив FreeNAS 8 Beta в ноябре 2010 года. Архитектура подключаемого модуля появилась в FreeNAS 8.2, а для FreeSD, и FreeBSD, была синхронизирована версия FreeNAS. В FreeNAS 8.3 введено полное шифрование диска, а в FreeNAS 9.1 на основе FreeBSD 9.1 появилась обновлённая архитектура подключаемого модуля, совместимая с системой управления TrueOS Warden. FreeNAS 9.1 также была первой версией FreeNAS с использованием OpenSFS v5000 при поддержке сообщества. FreeNAS 9.2 включал улучшения производительности, и включал REST API для подключения к удалённому рабочему столу. FreeNAS 9.3 представил загрузочное устройство на основе ZFS, начальный мастер установки, и высокопроизводительный встроенный iSCSI-сервер. FreeNAS 9.10, основанный на FreeBSD 10.3-RC3, прекратил нумеровать свои последние версии как последние версии FreeBSD, представил поддержку мониторинга графита, и экспериментальную поддержку гипервизора bhyve.
В октябре 2015 года, спустя десять лет после выпуска оригинального FreeNAS, версия FreeNAS 10 Alpha была выпущена, предоставив предварительный интерфейс того, каким станет FreeNAS Corral GA, вышедший 15 марта 2017 года. FreeNAS Corral представила новый графический интерфейс пользователя, интерфейс командной строки, базовое промежуточное программное обеспечение, систему управления контейнерами, и систему управления виртуальными машинами. FreeNAS Corral отличается от FreeNAS тем, что предоставляет не только функциональность NAS, но и гиперконверсированную функциональность благодаря встроенной поддержке виртуальных машин. Тем не менее, 12 апреля 2017 года iXsystems объявила, что FreeNAS Corral вместо этого будет относиться к «Technology Preview», ссылаясь на такие проблемы, как «общая нестабильность, отсутствие характеристик с 9.10 (Jails, iSCSI и т. д.), а некоторые пользователи, ссылались на производительность». Вместо этого было принято решение вернуться к существующему коду 9.10, и исправить функции Corral к 9.10.3, и более новым версиям.
В мае 2017 года, iXsystems объявила о том, что FreeNAS 11 будет выпущена в ближайшее время, которая была основана на 9.10, но включала такие функции, как обновление операционной системы FreeBSD, управление виртуальными машинами, обновления, и новый бета-интерфейс пользователя Corral, но на основе Angular JS.

### Архитектура
После выхода FreeNAS 8.0, была заменена архитектура, основывающаяся на m0n0BSD/m0n0wall/PHP, на встроенную систему сборки NanoBSD от FreeBSD. Версия также включает в себя поддержку языка программирования Python, структуру веб-приложений Django, и набор инструментов Dojo (библиотека JavaScript). Версия также использовала веб-сервер lighttpd, но веб-сервер был заменён на nginx в FreeNAS 8.2. Версия 9.10.2, известная как FreeNAS Corral, сохранила веб-сервер nginx, и загрузочные устройства на основе ZFS, но заменила свою структуру веб-приложений Django и dōjō на оригинальную структуру. FreeNAS 11 представил новый интерфейс на основе Angular JS.

## Требования к оборудованию[21]
- Процессор: 64-bit. Рекомендуется Intel. (32-bit процессор в версиях до FreeNAS 9.2.1.9)
- Память: 8ГБ минимум. Для больших хранилищ рекомендуется следующие соотношение 1ГБ на 1ТБ
- Для системы можно использовать usb-флешку или CD диск (рекомендуемый минимум — 8 ГБ)
- Жесткие диски: Не рекомендуется использовать аппаратный RAID
- Сетевая карта: Рекомендуется 1/10 Гб/с, от производителей Intel или Chelsio

## Награды
- VMware — «Ultimate Virtual Appliance Challenge, Consumer»[22].
- sourceforge.net — «Project of the Month», январь 2007 года[23].
- InfoWorld — «Best of open source in storage»[24].

### Свободное ПО
- NAS4Free В июле 2018 переименована в XigmaNAS [25].
- ZFSguru
- Gluster
- OpenMediaVault
- Openfiler

### Коммерческое ПО
- Open-E
- NASLite
- NexentaStor